# Rhamdia
Rhamdia is een geslacht van straalvinnige vissen uit de familie van de antennemeervallen (Heptapteridae).

## Soorten
- Rhamdia argentina (Humboldt, 1821)
- Rhamdia enfurnada Bichuette & Trajano, 2005
- Rhamdia foina (Müller & Troschel, 1849)
- Rhamdia guasarensis DoNascimiento, Provenzano & Lundberg, 2004
- Rhamdia humilis (Günther, 1864)
- Rhamdia itacaiunas Silfvergrip, 1996
- Rhamdia jequitinhonha Silfvergrip, 1996
- Rhamdia laluchensis Weber, Allegrucci & Sbordoni, 2003
- Rhamdia laticauda (Kner, 1858)
- Rhamdia laukidi Bleeker, 1858
- Rhamdia macuspanensis Weber & Wilkens, 1998
- Rhamdia muelleri (Günther, 1864)
- Rhamdia nicaraguensis (Günther, 1864)
- Rhamdia parryi Eigenmann & Eigenmann, 1888
- Rhamdia poeyi Eigenmann & Eigenmann, 1888
- Rhamdia quelen (Quoy & Gaimard, 1824)
- Rhamdia reddelli Miller, 1984
- Rhamdia schomburgkii Bleeker, 1858
- Rhamdia velifer (Humboldt, 1821)
- Rhamdia xetequepeque Silfvergrip, 1996
- Rhamdia zongolicensis Wilkens, 1993